# Asteroid tipa J
 Asteroid tipa J je vrsta asteroidov, ki imajo spekter podoben ahondritnim meteoritom, ki spadajo v skupino  diogenitov. Verjetno izhajajo iz globljih plasti asteroida 4 Vesta. Njihov spekter je podoben spektru asteroidom tipa V, imajo pa močno absorbcijsko črto pri 1 μ m.
Primeri asteroidov tipa J :
- 2442 Corbetta
- 3869 Norton
- 4005 1979 TC2
- 4215 1987 VE1